# CoCo
CoCo war eine britische Popgruppe, die von 1974 bis 1980 bestand.

## Werdegang
1974 gegründet kamen zwei Singles unter dem Bandnamen Mother’s Pride auf den Markt. 1976 nahmen sie als CoCo mit anderer Besetzung beim britischen Vorentscheid zum Eurovision Song Contest teil und erreichten mit Wake up den zweiten Platz hinter den späteren Eurovisionssiegern Brotherhood of Man. 1978 wurden sie Sieger bei der Vorauswahl und durften daher beim Concours Eurovision de la Chanson 1978 in Paris antreten. Mit dem Popsong Bad Old Days erreichten sie den elften Platz. Zu diesem Zeitpunkt war es das schlechteste Ergebnis des Vereinigten Königreichs beim Eurovision Song Contest und das erste Mal, dass man nicht die Top Ten erreicht hatte. 1980 versuchten sich vier Mitglieder von CoCo noch einmal beim britischen Vorentscheid. Unter dem Gruppennamen The Main Event landete man mit Gonna Do My Best aber nur auf dem zwölften und somit letzten Platz.
Insgesamt kamen neun Singles sowie 1978 ein Album mit dem Titel Bad Old Days auf den Markt. Lediglich ihr Eurovisionssong Bad Old Days kam in die Charts (Platz 13 in Großbritannien).
Die Bandmitglieder waren unter anderem Terry Bradford, Josie Andrews, Cheryl Baker, Keith Hasler und Paul Rogers. Cheryl Baker gewann 1981 mit der Gruppe Bucks Fizz den Eurovision Song Contest.